# Коротаєвка
Корота́євка (рос. Коротаевка) — присілок у складі Казанського району Тюменської області, Росія.
Населення — 114 осіб (2010, 142 у 2002).
Національний склад станом на 2002 рік:
- росіяни — 84 %